# Nijemo kolo
Nijemo kolo (Stumt kolo) är ett kolo och folkdans från det dalmatinska inlandet i södra Kroatien. Den framförs i regel av lokala dansgrupper vid lokala, regionala, nationella eller internationella tillställningar. Sedan 2011 finns cirkeldansen upptagen på Unescos lista över mänsklighetens immateriella kulturarv.

## Beskrivning
Nijemo kolo framförs i samhällena i det dalmatinska inlandet. Dansen framförs i en sluten cirkel av manliga dansare som leder sina kvinnliga danspartners i energiska och spontana danssteg, enligt traditionen för att offentligt testa kompetensen och skickligheten hos sina kvinnliga danspartners. Utmärkande för den tysta cirkeldansen är att den sker uteslutande utan musik även om vokala eller instrumentala framträdanden kan föregå eller följa dansen. Skillnader i utförandet av dansen förekommer mellan byarna där Nijemo kolo utförs. Dansen har tidigare förts vidare från generation till generation men i modern tid står olika dansgrupper för dansens fortlevande.    
Nijemo kolo framförs traditionellt vid karnevaler, mässor, festdagar och bröllop. I social bemärkelse fungerar den som ett tillfälle för unga män och kvinnor att träffas och lära känna varandra.